# Julia Frej
Julia Liselott Frej, född 11 maj 1987, är en svensk musikartist, låtskrivare och programledare.
Frej är uppvuxen i Nacka och Skogås och har ett förflutet som fotomodell och var ena halvan av humormusikduon Kakan och Julia på SVT tillsammans med Kakan Hermansson. Duon gick sedan vidare och gjorde talkshowen Kaka på kaka i två säsonger. Sedan 2012 är Frej programledare för realityprogrammet Ink Master Sverige på TV6. Samma år var hon också en av tre programledare i SVT:s TV-serie The Spiral. I podden Julia Frej Unplugged bjuder Frej varje vecka in två musikgäster som väljer var sin låt utifrån ett tema. Låtarna framförs sen unplugged tillsammans.
Den 12 maj 2017 gav Frej ut EP:n "Fröken Frejs epistlar". Den innehåller fem egenkomponerade låtar och är uppföljaren till 2016 års Vi är skuggor på Youtube, Spotify och Itunes, en svensk version av Shoreline av Broder Daniel.
Julia Frej är syster till kocken och kokboksförfattaren Jessica Frej.